# Тур Греции
Тур Греции (англ. Tour of Hellas, греч. Διεθνής Ποδηλατικός Γύρος Ελλάδας) — шоссейная многодневная велогонка, проходящая по территории Греции с 1968 года.

## История
Гонка была создана в 1968 году по инициативе Никоса Капсокефалоса, когда прошло фактически сразу два её издания. Сначала в качестве её преамбулы провели гонку Тур древностей (фр. Tour des Antiquités Grecques, англ. Tour of Ancient Greece), считающимся сейчас первым изданием, а затем уже и сам Тур Греции.
Следующая, уже третья по счёту гонка, состоялась только спустя 13 лет в 1981 году и проводилась до 1989 года как любительская. Затем последовал ещё один перерыв в проведении фактически на 13 лет. Возобновление гонки произошло в 2002 году, незадолго до Олимпийских игр 2004 года в Афинах. В 2005 году гонка вошла в календарь Европейского тура UCI с категорией 2.2, но после 2006 года снова перестала проводиться.
В 2011 и 2012 годах при поддержке Министерства культуры и спорта было проведено ещё два издания гонки — 17-е и 18-е соответственно.
Летом 2021 года было объявлено об очередном. В 2022 году после 10-летнего перерыва, гонка прошла в 19-й раз.
Маршрут изначально состоял из 7—10 этапов иногда включая ещё и пролог. После очередного возрождения в 2002 году сначала состоял из пролога и 6 этапов постепенно сократившись до 5 этапов. В 2011—2012 годах дистанция проходила по важнейшим историческим местам Греции через такие города как Афины, Дельфы, Додона, Марафон, Никополь, Олимпия, Превеза, Спарта и Сунион. Гонка проводится преимущественно в апреле.

## Призёры
| Год                      | Победитель            | Второй                 | Третий                |
| ------------------------ | --------------------- | ---------------------- | --------------------- |
| Tour of Ancient Greece   |                       |                        |                       |
| 1968                     | Ян Нильсен            | Гвидо Ван Дамм         | Бржетислав Соучек     |
| Tour of Hellas           |                       |                        |                       |
| 1968 (2)                 | Герхард Нильсен       | Ноэль Вантигем         | Бржетислав Соучек     |
| 1969-1980 не проводилась |                       |                        |                       |
| 1981                     | Канеллос Канеллопулос | Еваггелос Пападакис    | Илиас Келесидис       |
| 1982                     | Анри Мандерс          | Паскаль Колкхейс Танке | Драгич Боровичанин    |
| 1983 не проводилась      |                       |                        |                       |
| 1984                     | Асят Саитов           | Евгений Корольков      | Василий Жданов        |
| 1985                     | Иван Романов          | Марат Ганеев           | Васили Шпундов        |
| 1986                     | Роланд Кенигсхофер    | Канеллос Канеллопулос  | Станчо Станчев        |
| 1987                     | Олаф Йенцш            | Канеллос Канеллопулос  | Ян Шур                |
| 1988                     | Гинтаутас Умарас      | Мишель Заноли          | Дан Радтке            |
| 1989                     | Франк Кюн             | Ян Шур                 | Андреас Вартенбург    |
| 1990-1997 не проводилась |                       |                        |                       |
| 1998                     | Томас Лизе            | Христо Зайков          | Мэттью Стивенс        |
| 1999-2001 не проводилась |                       |                        |                       |
| 2002                     | Фрейзер Мак Мастер    | Филипп Шнайдер         | Адам Гавлик           |
| 2003                     | Василис Анастопулос   | Светослав Щанлиев      | Иоаннис Тамуридис     |
| 2004                     | Асан Базаев           | Андре Шульце           | Максим Иглинский      |
| 2005                     | Валерий Дмитриев      | Александр Дымковский   | Небойша Йованович     |
| 2006                     | Павел Брутт           | Владимир Коев          | Рене Андрле           |
| 2007-2010 не проводилась |                       |                        |                       |
| 2011                     | Штефан Шефер          | Иоаннис Тамуридис      | Маркус Фотен          |
| 2012                     | Роберт Вречер         | Давиде Ребеллин        | Иоаннис Тамуридис     |
| 2013-2021 не проводилась |                       |                        |                       |
| 2022                     | Аарон Гейт            | Леннерт Тюгельс        | Марк Стюарт           |
| 2023                     | Юрий Лейтау           | Аарон Гейт             | Станислав Аниолковски |
| 2024                     | Риккардо Цойдль       | Херман Пернстайнер     | Валерио Конти         |
| 2025                     | Харольд Мартин Лопес  | Anton Schiffer         | Adrien Maire          |